# Rajd Rosji 2008
Rezultaty Rajdu Rosji (Rally Russia 2008), eliminacji Intercontinental Rally Challenge w 2008 roku, który odbył się w dniach 11 lipca - 12 lipca. Była to czwarta runda IRC w tamtym roku oraz trzecia szutrowa. Bazą rajdu było miasto Wyborg. Zwycięzcami rajdu została fińska załoga Juho Hänninen i Mikko Markkula jadąca Peugeotem 207 S2000. Wyprzedzili oni rodaków Antona Aléna i Timo Alanne oraz Włochów Giandomenico Basso i Mitię Dottę. Obie te załogi jechały Fiat Abarth Grande Punto S2000.
Rajdu nie ukończyło 32 kierowców. Odpadli z niego między innymi: Hiszpan Daniel Solà (Fiat Grande Punto JTD, na 3. oesie), Brytyjczycy Guy Wilks (Honda Civic Type-R R3, na 10. oesie) i Kris Meeke (Renault Clio R3, na 5. oesie), Francuz Didier Auriol (Fiat Abarth Grande Punto S2000, na 6. oesie) i Rosjanin Jewgienij Nowikow (Subaru Impreza WRX STi, na 12. oesie).

## Klasyfikacja ostateczna
| Miejsce                  | Zawodnik                 | Pilot                    | Samochód                       | Czas                     | Strata                   | Punkty                   |
| IRC (punktowane pozycje) | IRC (punktowane pozycje) | IRC (punktowane pozycje) | IRC (punktowane pozycje)       | IRC (punktowane pozycje) | IRC (punktowane pozycje) | IRC (punktowane pozycje) |
| ------------------------ | ------------------------ | ------------------------ | ------------------------------ | ------------------------ | ------------------------ | ------------------------ |
| 1.                       | Juho Hänninen            | Mikko Markkula           | Peugeot 207 S2000              | 2:14:27.0                |                          | 10                       |
| 2.                       | Anton Alén               | Timo Alanne              | Fiat Abarth Grande Punto S2000 | 2:16:38.2                | +2:11.2                  | 8                        |
| 3.                       | Giandomenico Basso       | Mitia Dotta              | Fiat Abarth Grande Punto S2000 | 2:17:11.2                | +2:44.2                  | 6                        |
| 4.                       | Freddy Loix              | Robin Buysmans           | Peugeot 207 S2000              | 2:17:56.4                | +3:29.4                  | 5                        |
| 5.                       | Nicolas Vouilloz         | Nicolas Klinger          | Peugeot 207 S2000              | 2:19:57.8                | +5:30.8                  | 4                        |
| 6.                       | Jan Kopecký              | Petr Starý               | Peugeot 207 S2000              | 2:21:21.4                | +6:54.4                  | 3                        |
| 7.                       | Brice Tirabassi          | Fabrice Gordon           | Peugeot 207 S2000              | 2:23:30.2                | +9:03.2                  | 2                        |
| 8. (9.)                  | Oleg Antropow            | Jewgienij Szaripow       | Mitsubishi Lancer Evo VI       | 2:31:33.8                | +17:06.8                 | 1                        |

## Zwycięzcy odcinków specjalnych
| Dzień      | Odcinek | G. rozp. | Nazwa          | Długość | Zwycięzca          | Czas    | Lider rajdu   |
| ---------- | ------- | -------- | -------------- | ------- | ------------------ | ------- | ------------- |
| 1 (10 LIP) | SS1     | 09:43    | Jaszyno 1      | 15.24km | Juho Hänninen      | 8:47.4  | Juho Hänninen |
| 1 (10 LIP) | SS2     | 10:06    | Kutuzowo 1     | 10.04km | Juho Hänninen      | 5:26.9  | Juho Hänninen |
| 1 (10 LIP) | SS3     | 12:14    | Jaszyno 1      | 15.24km | Freddy Loix        | 8:49.8  | Juho Hänninen |
| 1 (10 LIP) | SS4     | 12:37    | Kutuzowo 1     | 10.04km | Juho Hänninen      | 5:21.3  | Juho Hänninen |
| 2 (10 LIP) | SS5     | 10:23    | Tajga 1        | 26.75km | Juho Hänninen      | 17:30.1 | Juho Hänninen |
| 2 (10 LIP) | SS6     | 11:11    | Topołki 1      | 29.28km | Jewgienij Nowikow  | 16:26.4 | Juho Hänninen |
| 2 (10 LIP) | SS7     | 15:13    | Tajga 2        | 26.75km | Juho Hänninen      | 17:19.0 | Juho Hänninen |
| 2 (10 LIP) | SS8     | 16:01    | Topołki 2      | 29.28km | Juho Hänninen      | 16:21.8 | Juho Hänninen |
| 3 (11 LIP) | SS9     | 09:28    | Pieriewiozne 1 | 10.41km | Freddy Loix        | 6:44.7  | Juho Hänninen |
| 3 (11 LIP) | SS10    | 10:31    | Lesogorskij 1  | 19.90km | Giandomenico Basso | 12:02.6 | Juho Hänninen |
| 3 (11 LIP) | SS11    | 13:38    | Pieriewiozne 2 | 10.41km | Jan Kopecký        | 6:39.8  | Juho Hänninen |
| 3 (11 LIP) | SS12    | 14:41    | Lesogorskij 1  | 19.90km | Juho Hänninen      | 12:21.3 | Juho Hänninen |